# Šali (Čečensko)
Šali (čečensky Шела, rusky Шали́) je okresní město stejnojmenného okresu v Čečensku. Je situován v centrální části Čečenska 36 km jihovýchodně od hlavního města Groznyj na řece Džalk (čečensky Жалкх, rusky Джалка), pravém přítoku Sunži v povodí Těreku.

V srpnu 2019 zde otevřeli novou mešitu do které se vejde až 30 000 věřících. Mešita v Šali je dvakrát větší než  Modrá mešita v Istanbulu, po čtyřech stranách mešity stojí minarety, každý vysoký 63 metrů, kupole dosahuje výše 43 metrů. V Čečensku je více než tisíc mešit.

## Historie
Za první čečenské války bylo Šali opakovaně bombardováno kazetovými pumami ruským letectvem.